# Giannakīs Pachtalias
Giannakīs Pachtalias (in greco: Γιαννάκης Παχταλιάς; 20 novembre 1969) è un ex calciatore cipriota, centrocampista.

## Carriera

### Club
Ha trascorso la parte conclusiva della sua carriera a Pafo, prima dell'Evagoras e, dopo la fusione, all'AEP, salvo terminare la carriera all'APOP.

### Nazionale
Nel 1998 ha giocato la sua unica partita con la nazionale cipriota.